# 本阿祖茲區

36°27′36″N 7°07′48″E / 36.4600°N 7.1300°E
本阿祖茲區（阿拉伯语：‎），是阿爾及利亞的行政區，位於該國東北部，由斯基克達省負責管轄，首府設於本阿祖茲，面積504平方公里，1998年人口为45,139人，人口密度每平方公里90人。